# San Martín de los Andes
San Martín de los Andes est une ville de la province de Neuquén, en Argentine, et le chef-lieu du département de Lácar. C'est une ville de montagne, enclavée dans la cordillère des Andes, sur la rive est du lac Lácar. C'est la localité touristique la plus importante de la province. Sa population s'élevait à 22 432 habitants en 2001.

## Géographie

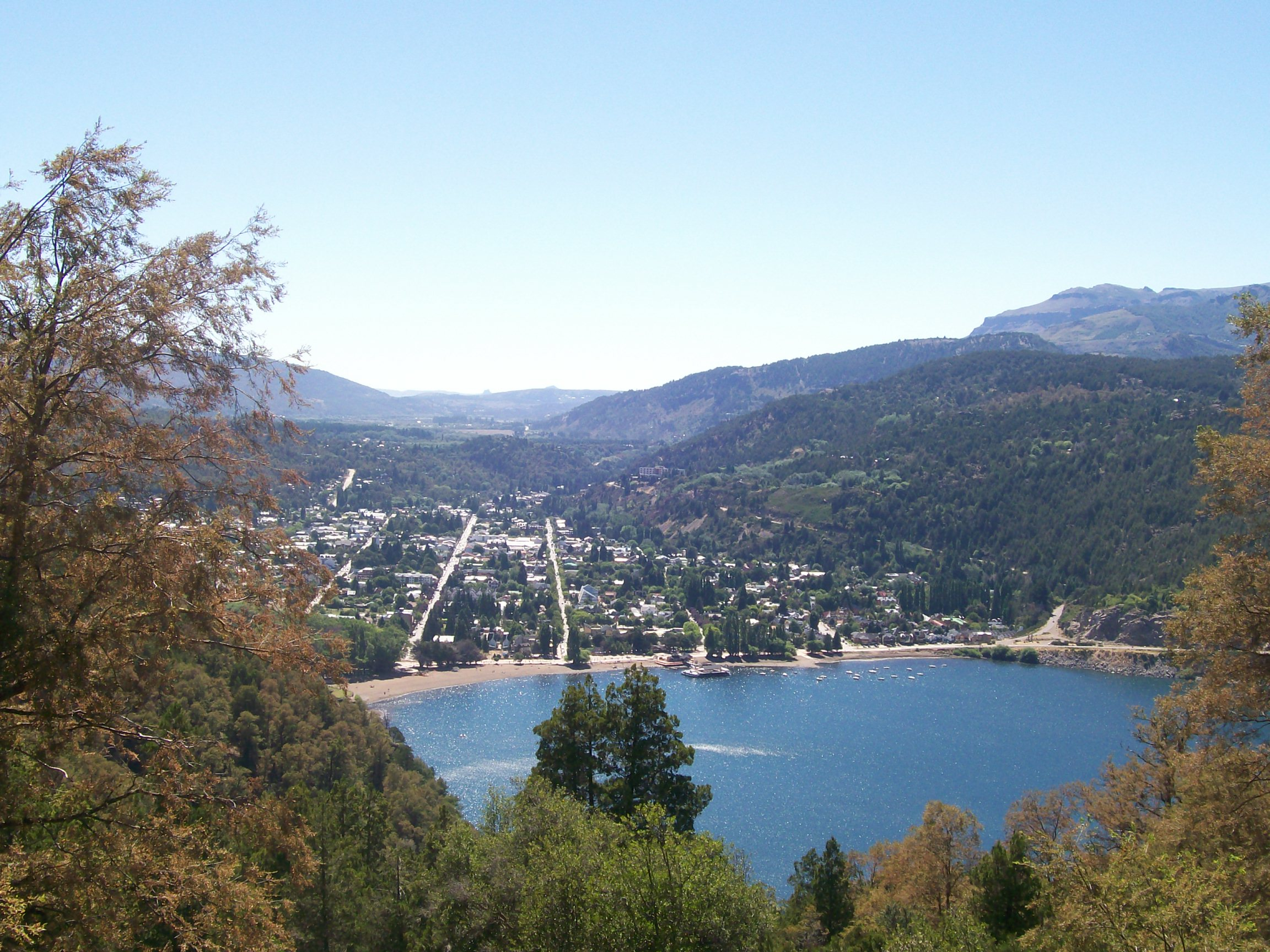
Vue de San Martín de los Andes avec sa plage sur le lac Lácar.

San Martín de los Andes se trouve au sud-ouest de la province, à 45 km de la frontière avec le Chili et à 1 300 km de au sud-ouest de Buenos Aires.

## Histoire
Elle fut fondée officiellement en 1898 par les troupes argentines dans la vallée qui se nomme en mapudungun Pucaullhué, ce qui veut dire « lieu des mouettes ».

## Population
San Martín de los Andes comptait 22 432 habitants en 2001, contre 14 842 en 1991, soit une augmentation de 51,1 %. À la mi 2005, on estime cette population à 25 000 habitants, ce qui est un accroissement très rapide, dû en grande partie à l'immigration de familles originaires de Buenos Aires et de Córdoba entre autres.

## Tourisme
San Martín de los Andes est un des principaux sites touristiques de la province de Neuquén et de toute la Patagonie argentine. On y accède par des routes bien revêtues et par un aéroport situé à 22 km du centre. La cité se trouve à 1 575 km de Buenos Aires par la route. Son site, du point de vue paysager, est un des plus splendides de Patagonie.
Attractions touristiques :
- Station de sports d'hiver de Chapelco, à 19 km : ski, snowboard.
- Elle est le siège de l'intendance du Parc national Lanín.
- Par le Camino de los Siete Lagos ou route des Sept Lacs on peut visiter la localité de Villa La Angostura et aussi San Carlos de Bariloche.
- On peut pratiquer les sports de montagne et faire des randonnées lacustres.